# Diego Cánepa
Diego Cánepa Baccino (Montevideo, 26 de abril de 1972) es un abogado y político uruguayo.

## Biografía
Comenzó su actividad política en la gremial universitaria, donde integró la dirección política de la Federación de Estudiantes Universitarios del Uruguay (FEUU) entre los años 1992 y 1996.
Entre 1991 y 1996 integró la dirección dolítica de la agrupación universitaria FREZELMI. Fue miembro del Partido por el Gobierno del Pueblo (PGP) y representante de la Juventud 99 en la Unión Internacional de Juventudes Socialistas (IUSY) hasta el año 1994. Ese año, tras la creación del partido Nuevo Espacio, fue su primer representante ante la IUSY.
Es electo diputado dacional en el año 2004 por el departamento de Montevideo. En la Cámara de Representantes integró las comisiones de Constitución, Códigos, Legislación General y Administración, Asuntos Internacionales; Educación y Cultura; Industria, Energía y Minería; Vivienda, Territorio y Medio Ambiente; y la Comisión Especial de Innovación, Investigación, Ciencia y Tecnología. 
Integró la Comisión Parlamentaria Conjunta del MERCOSUR hasta el año 2006 y con la instalación del Parlamento del MERCOSUR se incorporó al mismo hasta el 2008. Integró el Grupo Nacional del Parlamento Uruguayo ante la UIP (Unión Interparlamentaria) desde fines del 2006. En el año 2008 fue elegido presidente  Comisión Permanente de Democracia y Derechos Humanos de la Unión Interparlamentaria, en la asamblea desarrollada en Ciudad del Cabo, Sudáfrica. Esta fue la primera vez que un legislador uruguayo era distinguido con dicha posición. 
Durante los años 2008 y 2009 se desempeñó como coordinador de la bancada de diputados del gobierno.
En abril de 2009 renuncia a su condición de miembro de Nuevo Espacio y, en consecuencia, a su banca como diputado nacional por diferencias políticas con dicho sector.
Apoya la precandidatura presidencial de Marcos Carámbula en las internas de junio del 2009 y se integra como jefe de campaña la misma.
Participa como primer candidato al Senado de la Lista 5005 en las elecciones del 2009, siendo el único menor de 40 años de todo el sistema político en encabezar una lista al Senado.
Luego del nuevo triunfo del Frente Amplio ese año, el presidente electo José Mujica lo designa Prosecretario de Presidencia. El cargo lo ocupó hasta el 28 de febrero de 2015 en que cesó junto con el primer mandatario.

### Actualidad
En marzo de 2025, el novel canciller Mario Lubetkin designó a Cánepa para la embajada de Uruguay en Buenos Aires.

## Vida privada
Es casado y padre de tres hijos.